# Giuliano Đanić
Giuliano Đanić, Künstlername: Giuliano, (* 14. Mai 1973 in Split, Jugoslawien) ist ein kroatischer Sänger.

## Musikalische Karriere
Mit 15 Jahren gründete Giuliano seine erste Musikgruppe Kleopatra. Danach setzte er seine Gesangskarriere in der Band Apokalipsa fort. Mit ihnen zusammen veröffentlichte er sein erstes Album Ljubav za ljubav, bol za bol.
Im Jahr 1991 wurde Giuliano Mitglied der Band Feeling, die zwei Jahre später auch ein Album herausgab. Danach begann die erfolgreiche und langjährige Zusammenarbeit mit dem Produzenten Tomislav Mrduljaš. In den folgenden zehn Jahren entstanden drei Alben, einige Kompilationen und eine Serie von Hits wie Tama, Dobro mi došla ljubavi, Srna i vuk, Gori more und viele mehr. Das Duett mit Marjan Ban Jugo erhielt 1999 den kroatischen Musikpreis Porin in den Kategorien Lied des Jahres und Hit des Jahres. Im gleichen Jahr gab Giuliano ein Konzert im Vatroslav-Lisinski-Saal in Zagreb. Zusammen mit einem von Nikica Kalogjera dirigierten Sinfonieorchester präsentierte er seine neuesten Lieder. Kurz darauf erschien das Album Giuliano u Lisinskom.
1999 wurde in Kroatien die Rockoper Jesus Christ Superstar, ein musikalisch-szenisches Spektakel des erfolgreichsten Komponisten der Gegenwart Andrew Lloyd Webber und des Textdichters Tim Rice, im Zagreber Stadttheater Komedija aufgeführt. Giuliano spielte die Hauptrolle. Später nahm er den Soundtrack zum äußerst erfolgreichen Film Bogorodica auf.
Im Jahr 2001 gab die Plattenfirma Croatia Records das Album Svijet tvoje čarolije und eine Kompilation von Giulianos größten Hits unter dem Titel Best of … heraus.
Nach der Absolvierung des Wehrdienstes setzte er seine künstlerische Arbeit fort. 
2002 nahm er das Duett Bježi od mene mit der kroatischen Sängerin Vesna Pisarović auf. 2004 kam das Album Ugasi žeđ mit den Hits Moja lipa und Ćutin se lipo heraus.
Im Oktober 2007 erschien sein mittlerweile fünftes Album Moje 80-te. Auf dem Album befinden sich 15 Hits der 1980er Jahre, darunter zwei Duette – eins mit dem Schauspieler Goran Višnjić (Sa tvojih usana) und eins mit dem kroatischen Entertainer Zlatan Zuhrić Zuhra (Fa, fa, fa).

## Diskografie

### Alben
- 1996: Giuliano
- 1998: Boje ljubavi
- 2000: Svijet tvoje čarolije (HR: Silber)[1]
- 2003: Ugasi žeđ (HR: Silber)
- 2007: Moje 80-te
- 2012: Sada Imam Sve

### Kompilationen
- 1999: Giuliano u Lisinskom
- 2001: Best of… (HR: Silber)

### Singles (Auswahl)
- 1998: Jugo (mit Marijan Ban)
- 1999: Dobro Mi Došla Ljubavi
- 2000: Srna I Vuk
- 2002: Bježi Od Mene (mit Vesna Pisarović)